# Bistrița, Sofia-capitala
Bistrița (în bulgară Бистрица) este un sat în comuna Stolicina, regiunea Sofia-capitala,  Bulgaria.

## Demografie
Componența etnică a satului Bistrița
     Bulgari (91,89%)
     Nicio identificare (7,53%)
     Altele (0,56%)
La recensământul din 2011, populația satului Bistrița era de 4.949 locuitori. Din punct de vedere etnic, majoritatea locuitorilor (91,89%) erau bulgari. Pentru 7,53% din locuitori nu este cunoscută apartenența etnică.